# Belfort van Béthune
Het Belfort van Béthune is een historisch belfort in de Noord-Franse stad Béthune. De toren is 33 meter hoog en bevat een beiaard met 36 klokken.
Het is een van de 56 belforten in België en Frankrijk die tot werelderfgoed van de UNESCO verklaard zijn.

## Geschiedenis
Het eerste belfort van Béthune was een houten constructie uit 1346. Die brandde uit in 1388 en dan werd de huidige toren gebouwd. In 1918 richtte Duits artillerievuur grote schade aan in de stad. Ook het belfort was zwaar beschadigd; de restauratie duurde van 1921 tot 1923.